# ヒュー・オニール (第2代ティロン伯)

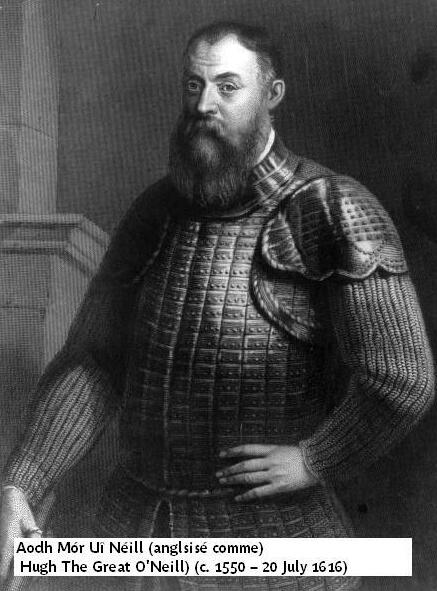
ヒュー・オニール（1570年、作者不詳）

第2代ティロン伯ヒュー・オニール（アイルランド語: Aodh Mór Ó Néill、英: Hugh O'Neill, 2nd Earl of Tyrone、1565年頃 - 1616年7月20日）は、アイルランドのオニール一族の族長（「The O'Neill」）。イングランド・テューダー朝によるアイルランド征服 (en) に対抗して、第10代キルデア伯トマス・フィッツジェラルド (en) の反乱以来イングランドを最も脅かせたアイルランド九年戦争 (en) を指導したことで知られる。

## 初期の生涯
ヒュー・オニールは、イングランドから族長の家系と認められ、ティロン伯の爵位を授与されたオニール一族の父系集団 (Derbfine) の出身。父親は初代ティロン伯コン・オニールの非嫡出子と噂されるマシューで、ヒューはその次男だった。アイルランドの法体系では嫡出・非嫡出は問題とされないにもかかわらず、マシューの弟にあたるシェーン・オニール (en) はことあるごとにマシューの非嫡出問題を取り上げた。しかし、マシューはコンから息子と認知されていたため、シェーン同様、オニール一族の族長権を持っていた。こうした継承に関する争いの中で、マシューがシェーンの仲間に殺害された。コンはこの危機的状況の中にヒューを置き去りにして、自分の領土から逃げ出した。ヒューが頼ることができたのは、ゲール人一族の自治力を弱め、「降伏と再授封 (Surrender and regrant) 」政策によってイングランドのシステムの中にゲール人を組み込もうとしていたイングランドの手先のダブリン行政府しかなかった。
1562年にはヒューの兄弟ブライアンがシェーンに殺された。ヒューはブライアンの跡を継いでダンガノン男爵になった。ヒューはイングランドではなく（誤ってそう伝える話がいくつかある）、ザ・ペイル (The Pale) でHoveneden家によって養育された。1567年にシェーンが死ぬと、アイルランド総督サ・ヘンリー・シドニーの保護でヒューはアルスターに戻った。ティロンではヒューの従兄弟ターロック・オニール (en) がシェーンの跡を継いでオニール族の族長となっていたが、イングランドはそれをもってターロックをティロン伯とは認めなかった。イングランドはアルスターを支配するゲール人同盟者として、ヒューを正統なティロン伯として支持した。1580年、マンスターで起きた第二次デズモンドの反乱 (en) で、ヒューはイングランド軍に混じってデズモンド伯ジェラルド・フィッツジェラルド (en) と戦い、1584年にはアルスターのスコットランド人と戦うサー・ジョン・ペロット (en) の加勢をした。1585年、ヒューはティロン伯としてダブリンのアイルランド総督邸での会議へ招かれた。1587年、イングランド王宮への訪問後、ヒューは初代ティロン伯である祖父コンの土地を授封された。ターロックとの絶え間ない論争は、オニール一族の力を弱めたいイングランドによって助長されたが、ヒューが勢力を伸ばし、1595年、ターロックがオニール一族の族長から退位することで合意を見た。Tullyhogue（Tulach Óg）で、ヒューは、昔のゲール王たちのしきたりに従ってオニール一族族長に就任し、アルスターで最強の貴族になった。
ヒューの生涯で特筆すべき点は、その二重性である。ある時はイングランドの権威に服従し、ある時は他のアイルランド貴族たちとイングランドに対して謀反を企てた。若い頃はダブリン行政府に完全に支持されていたが、ヒューにとっては、イングランドとの同盟も、アイルランドの反乱も、身の安全を保証してくれるものではなかった。
その予感は的中し、1590年代のはじめ、イングランド政府はニューリー (en) 在住の入植者ヘンリー・バゲナル (en) 指導による地方行政制をアルスターに導入した。1591年、ヒューとバゲナルの妹メイベルとの駆け落ちがバゲナルの怒りをかきたてたが、1593年、ベリーク (en) でのヒュー・マグワイア (en) との戦いで、ヒュー・オニールは義兄を軍事的に支援・勝利し、バゲナルおよびイングランドに対する忠誠心を示した。しかしメイブルの死後、ヒュー・オニールは徐々に現状への不満を募らせ、1595年、イングランドとは1585年から戦争状態にあり、アルマダの海戦の復讐に燃えるスペイン、およびスコットランドに援助を求め、反乱を起こした。イングランドは反乱の鎮圧のため、サー・ジョン・ノリス (en) 率いる大軍をアイルランドに送ることにした。しかし、その準備が整う前にヒューはブラックウォーター要塞攻略に成功した。このことでヒューはダンドーク (en) で裏切り者の宣告を受けた。この反乱が「アイルランド九年戦争」の幕開けであった。

## アイルランド九年戦争

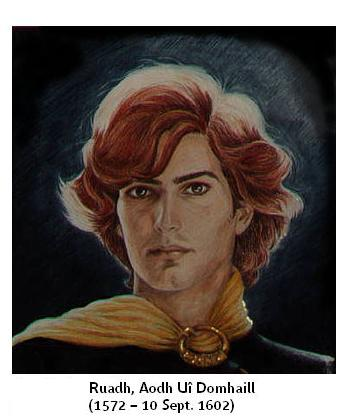
レッド・ヒュー・オドンネル（Gavigan）

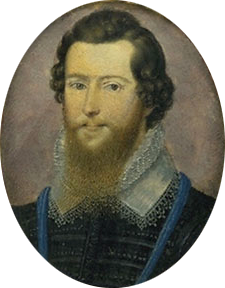
エセックス伯（アイザック・オリバー画、1590年代）

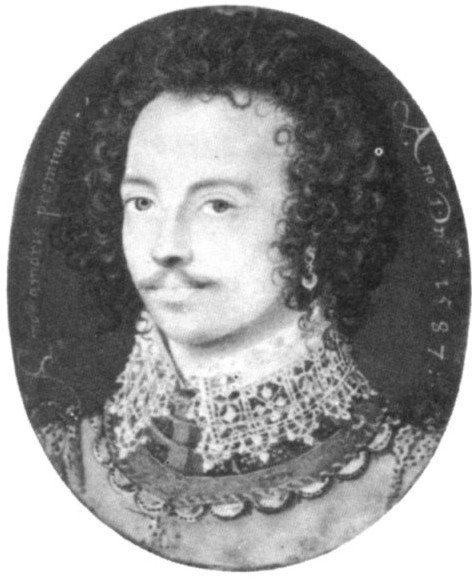
マウントジョイ男爵チャールズ・ブロント（当時の肖像画）

ヒューは、傭兵に頼るよりむしろ人民を武装化させるべきというシェーンの方針に従って、スペインとスコットランドから提供された火縄銃と火薬で立派な軍隊を作りあげた。1595年のコンティブレットの戦い (en) では、イングランド軍を待ち伏せ、総崩れにし、イングランドに衝撃を与えた。ヒューと他のアイルランド族長たちはフェリペ2世に対して、アイルランド王になってくれるよう要請したが、フェリペ2世はそれを断った。
オドンネル一族はかねてからオニール一族の旧敵であった。しかしヒューはそのオドンネル一族の族長レッド・ヒュー・オドンネル (en) （その父ヒュー・オドンネル  (en) はシェーンの同盟者かつ敵であった）と同盟を結び、二人してフェリペ2世と連絡を取り合った。しかしその手紙の一部が配達の途中でサー・ウィリアム・ラッセルに奪われた。手紙には、カトリック教会に対してアイルランド人の政治的自由と道徳心の自由を訴え、支持を乞う内容が書かれていた（つまり宗教戦争の色合いもあった）。1596年4月、ヒューはスペインから支援の約束を取り付けたうえで、一転、イングランドに対して忠誠を誓った。現状ではイングランドとの妥協が得策と考えたからである。この方針は成功だった。サー・ジョン・ノリスはヒューをイングランドに連れて行こうとしたが、ヒューは二年間それを延期させ、自国領内にとどまった。
1598年、休戦が決まり、ヒューはエリザベス1世から正式の恩赦を得た。しかし、その2ヶ月後にはヒューは再び戦場にいて、8月10日には、ブラックウォーター川のイエロー・フォードの戦い (en) でイングランド軍を壊滅させ、その戦闘でヘンリー・バゲネルは戦死した。これはアイルランドにおけるイングランド軍の傷手のうちでも最大級のものだった。もし、ヒューがこの戦勝をうまく利用することができたら、アイルランドのイングランド軍を打ち負かすことができたかも知れない。なぜなら、イングランドに対する不満はあちこちで噴出していて、とくに南部ではジェームズ・フィッツトマス・フィッツジェラルドがデズモンド伯の権利を主張していたところだったからである。ヒューの戦場における指揮官としての名声はヨーロッパでも次第に高まりつつあったが、現実的には、外国の干渉が必要で、それはまだヒューには出来なかった。
イエロー・フィールドの戦いの8ヵ月後、新たにアイルランド総督となったエセックス伯ロバート・デヴァルーが17000人の大軍を率いてアイルランドに到着した。しかし、エセックス伯は失敗と敗北を重ね、1599年9月7日、ラガン川（レイガン川）の要塞でヒューと和平交渉をし、エリザベス1世の承認も得ず、独断で休戦を決めてしまった。エセックス伯がお気に入りだったエリザベス1世もこれには失望し、エセックス伯はその後、反逆罪に問われ、武装蜂起にも失敗し、ロンドン塔で処刑された。
一方ヒューはマンスターのアイルランド人指導者たちと協定し、アイルランドのカトリック教徒に反乱への参加を呼びかけた。1600年1月、ヒューはイングランドのマンスター植民地を破壊すると、北部のドネゴール (en) に向かい、そこでスペインからの供給品と、ローマ教皇クレメンス8世からの激励を受け取った。この件では、論争的なイエズス会士ジェームズ・アーチャー (en) のスペイン王宮での名声が効果的に機能していた。
1600年5月、Sir Henry Dowcraを指揮官とするイングランド軍がデリーでヒューたちの背後をつく戦略的急襲を成功させた。一方、新しくアイルランド総督となった第8代マウントジョイ男爵チャールズ・ブロント（エセックス伯の被保護者）がウェストミースからニューリーまで進軍してきたため、ヒューはアーマーまで撤退を余儀なくされた。反乱者の逮捕に対して生死を問わず莫大な懸賞金がかけられた。

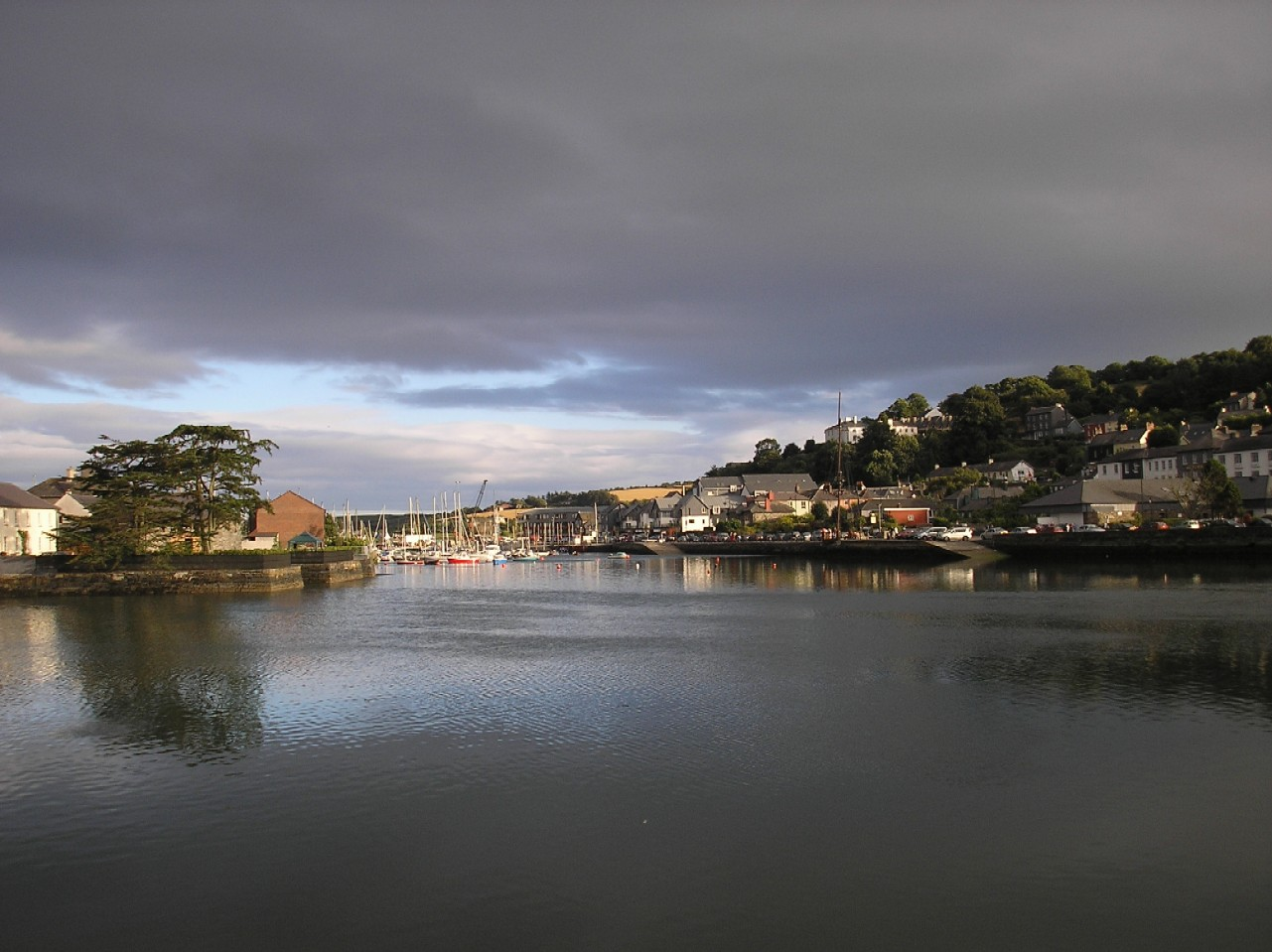
現代のキンセール（撮影：Valdoria、2006年8月）

1601年10月、のびのびだったスペインの援軍がアイルランドに到着した。しかし、ドン・フアン・デ・アギラが指揮するスペイン軍が占拠したキンセール (en) はヒューのいる北部とは正反対のアイルランドの南の端だった。マウントジョイは南に急ぎ、ヒューとオドオンネルも冬の厳しい寒さの中、軍を二つに分け進軍したが、サー・ジョージ・カルー (en) が守備する領域を抜けなければならず、途中で支持は得ることはできなかった。バンドン (en) で、2つの軍は合流し、スペイン軍を包囲するイングランド軍を攻撃した。イングランド軍は赤痢や厳寒の中の野営で満足に戦える状態ではなかったが、アイルランド軍は包囲されたスペイン軍と十分に連絡を取ることができず、さらにイングランド騎兵の勇敢な突撃に驚き、たちまち分散・撤退してしまった。スペイン軍もイングランドに降伏した。このキンセール包囲 (en) 戦の敗北でヒューたちが戦争に勝利する可能性はなくなった。
オドンネルはさらなる援助を求め、スペインに渡ったが、まもなくその地で亡くなった（毒殺を疑われた）。ヒューは残った兵を引き連れて再び北に戻ったが、領地を守る一方で、表面上でも赦しを乞う方針に切り替えた。イングランド軍は1601年から1602年にかけてアルスターの作物・家畜を荒廃させ、ヒューの力は致命的に弱まった。1603年のはじめ、エリザベス1世はマウントジョイに反乱貴族との交渉を始めるよう命じ、4月、ヒューはマウントジョイに服従を示した。実はこの年3月にエリザベス1世は崩御していたのだが、マウントジョイは交渉が済むまでそれを伏せていた。

## 平和の合意と亡命
ヒューはマウントジョイとともにダブリンに行き、そこでジェームズ1世が新しく王になったことを知った。6月、ヒューは王宮に行くが、その時、レッド・ヒュー・オドンネルの跡を継いでオドンネル一族の族長になったローリー・オドンネル (en) を同伴した。イングランドの廷臣たちは、新王がヒューたち反乱者を丁重に扱うのに激怒した。
ヒューの爵位と地所は守られることになったが、ヒューをアイルランドに帰国させるかどうかで政府内で論争が始まった。結局、ヒューの権利と力をコモン・ローによって制限する方針で帰国は認められた。しかし、ヒューの封建家臣に関する権利（ドナル・オカハンが最も重要であった）についての議論はもつれにもつれ、1607年、ヒューはこの問題を王に訴えようとロンドンに出向いた。しかし、警告を受け、逮捕されそうになった。
そして、アイルランド史でも有名なエピソードの1つ、「伯爵の逃走 (Flight of the Earls) 」が起こった。おそらく1603年にティルコネイル伯を創設されたローリー・オドンネルの説得もあったものと思われる。スペインとの関係はローリーをのっぴきならない立場に追い込んでいた。1607年9月14日深夜、ヒューとローリーはスウリー湖 (en) のラスミュラン (en) からスペインに向かって出航した。妻、家族、親類を含めて総勢99人での亡命だった。逆風で東に運ばれ、セーヌ川に避難し、オランダで越冬した。そして1608年4月、一行はローマに到着し、ローマ教皇パウルス5世の手厚い歓迎を受けた。ローリーはその年のうちに亡くなった。スペイン王フェリペ3世の支援を期待したローリーの望みは、フェリペ3世がジェームズ1世との平和を維持したかったため、実現しなかった。当時スペインの財政は苦しく、艦隊はオランダとのジブラルタルの海戦で、ヒューたちがアイルランドを出る数ヶ月前に壊滅していた。このことはこの亡命が衝動的で計画を練った上ではなかったことを暗示している。
1613年、アイルランドの議会によってヒューは法喪失宣言を受け私権を剥奪された。1616年7月20日、ヒュー・オニールはローマで亡くなり、サン・ピエトロ・イン・モントリオ教会に埋葬された。9年間の亡命生活を通して、ヒューはアイルランドに戻るため積極的に動き回り、またイングランドをアイルランドから追い出す方法と、ロンドンからの赦しの提案についてあれこれ思いめぐらした。ヒューの死を受けて、アイルランドの宮廷詩人たちは「詩人たちの論争 (Contention of the bards) 」に没頭した。

## 家族
ヒュー・オニールは4回結婚していて、嫡出・非嫡出の子供たちが大勢いた。その1人ショーンまたはジョン・オニールは1616年スペインのフェリペ3世に第4代ティロン伯と認められた。ジョンはスペイン領ネーデルラントの連隊長として、その一生をスペインに奉仕した。
また、アイルランド・カトリック同盟の指揮官の1人で、アイルランド同盟戦争でイングランドと戦ったオーウェン・ロー・オニールは甥に当たる。